# Рудолфов
Рудолфов (чеш. Rudolfov) град је у Чешкој Републици. Град се налази у управној јединици Јужночешки крај, у оквиру којег припада округу Чешке Будјејовице.

## Становништво
Према подацима о броју становника из 2014. године град је имао 2.502 становника.